# Pico Dragon
Pico Dragon war ein vietnamesischer Technologieerprobungs- und Amateurfunksatellit.

## Aufbau und Nutzlast
Bei Pico Dragon handelte es sich um einen Cubesat der Größe 1U. Die Hauptnutzlast bestand aus einer Kamera. Der Satellit sendete permanent ein Baken-/Telemetriesignal auf den Amateurfunkfrequenzen 437,250 MHz in Morsetelegrafie und 437,365 MHz in AX.25.

## Missionsverlauf
Pico Dragon wurde am 3. August 2013 19:48 UTC  von Tanegashima Space Center an Bord des japanischen Raumfrachters HTV-4 zusammen mit den Kleinsatelliten TechEdSat 3p, ArduSat X und ArduSat 1 mit einer H-IIB zur Raumstation ISS gestartet. Am 19. November 2013 wurde der CubeSat von Bord der ISS aus mit Hilfe einer Startvorrichtung in den Weltraum ausgesetzt und vom Vietnam National Satellite Center betrieben.
Am 28. Februar 2014 verglühte der Satellit in der Erdatmosphäre.